# Skyfall (ścieżka dźwiękowa)
Skyfall: Original Motion Picture Soundtrack – ścieżka dźwiękowa do filmu Skyfall w reżyserii Sama Mendesa wydana 29 października 2012 roku. Album zawiera muzykę skomponowaną przez Thomasa Newmana przez Sony Classical. Ścieżka dźwiękowa zdobyła nagrodę Brytyjskiej Akademii Sztuk Filmowych i Telewizyjnych w kategorii najlepszej muzyki. W 2013 roku została nominowana do oscara za najlepszą muzykę filmową.

## Lista utworów
| Nr  | Tytuł utworu             | Długość |
| --- | ------------------------ | ------- |
| 1.  | „Grand Bazaar, Istanbul” | 5:14    |
| 2.  | „Voluntary Retirement”   | 2:22    |
| 3.  | „New Digs”               | 2:32    |
| 4.  | „Sévérine”               | 1:20    |
| 5.  | „Brave New World”        | 1:50    |
| 6.  | „Shanghai Drive”         | 1:26    |
| 7.  | „Jellyfish”              | 3:22    |
| 8.  | „Silhouette”             | 0:56    |
| 9.  | „Modigliani”             | 1:04    |
| 10. | „Day Wasted”             | 1:31    |
| 11. | „Quartermaster”          | 4:48    |
| 12. | „Someone Usually Dies”   | 2:29    |
| 13. | „Komodo Dragon”          | 3:20    |
| 14. | „The Bloody Shot”        | 4:46    |
| 15. | „Enjoying Death”         | 1:13    |
| 16. | „The Chimera”            | 1:58    |
| 17. | „Close Shave”            | 1:32    |
| 18. | „Health & Safety”        | 1:29    |
| 19. | „Granborough Road”       | 2:32    |
| 20. | „Tennyson”               | 2:14    |
| 21. | „Enquiry”                | 2:49    |
| 22. | „Breadcrumbs”            | 2:02    |
| 23. | „Skyfall”                | 2:32    |
| 24. | „Kill Them First”        | 2:22    |
| 25. | „Welcome to Scotland”    | 3:21    |
| 26. | „She's Mine”             | 3:53    |
| 27. | „The Moors”              | 2:39    |
| 28. | „Deep Water”             | 5:11    |
| 29. | „Mother”                 | 1:48    |
| 30. | „Adrenaline”             | 2:18    |
|     |                          | 1:16:53 |

## Notowania
| Kraj              | Lista         | Najwyższa pozycja |
| ----------------- | ------------- | ----------------- |
| Polska            | OLiS          | 2                 |
| Stany Zjednoczone | Billboard 200 | 100               |